# Gang Gang
Gang Gang è un singolo dei rapper statunitensi Polo G e Lil Wayne, pubblicato il 21 aprile 2021 su etichetta discografica Columbia Records, come quarto estratto dal terzo album in studio di Polo G Hall of Fame.

## Descrizione
Brano trap, è stato prodotto da Angelo Ferraro e scritto dagli interpreti. Dal punto di vista dei testi, Polo G e Lil Wayne parlano della loro innegabile fama e dimostrano che la loro street credibility è ancora intatta, ed è lontana dall'essere messa in dubbio.

## Antefatti
Polo G ha spesso descritto Lil Wayne come la sua più grande ispirazione, e ha annunciato l'uscita del singolo attraverso un post su Instagram del 18 maggio, nel quale si vedeva una foto di Polo G e Lil Wayne e degli screenshot tratti dal video del brano. Pochi giorni più tardi, ha pubblicato sempre su Instagram uno snippet del brano.

## Video musicale
Il video musicale è stato pubblicato in concomitanza con l'uscita del singolo ed è stato diretto da Roscoe. Nel video, si vede Polo G andare al ristorante in una BMW e infine raggiungere Lil Wayne a una festa casalinga e giocare a basket.

## Tracce
Testi di Taurus Bartlett e Dwayne Carter Jr., musiche di Angelo Ferraro.
1. Gang Gang – 2:58

## Formazione
- Polo G – voce, testi
- Lil Wayne – voce, testi
- Angelo Ferraro – produzione
- Eric Lagg – mastering
- Todd Hurtt – missaggio, registrazione

## Classifiche
| Classifica (2021) | Posizione massima |
| ----------------- | ----------------- |
| Australia         | 67                |
| Canada            | 34                |
| Irlanda           | 42                |
| Regno Unito       | 56                |
| Stati Uniti       | 33                |
| Svezia            | 12                |